# Епархия Требине-Мркана

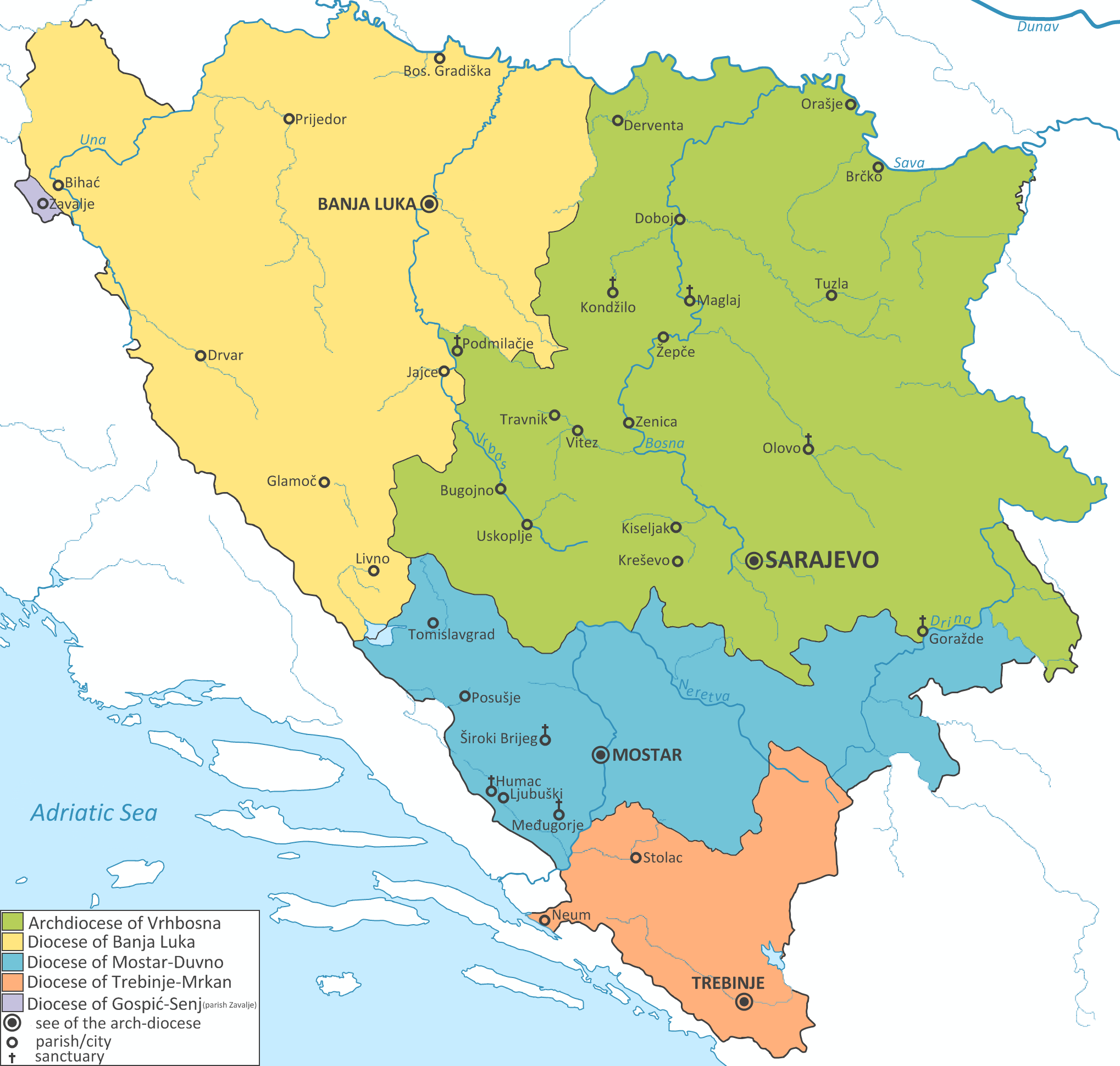
Католические епархии Боснии и Герцеговины
Епархия Требине-Мркана

Епархия Требине-Мркана (лат. Dioecesis Tribuniensis-Marcanensis) — епархия Римско-Католической церкви с центром в городе Требине, Босния и Герцоговина. Епархия Требине-Мркана входит в митрополию Врхбосны. Территория епархии охватывает южную часть Боснии и Герцоговины и распространяет также свою юрисдикцию на пять необитаемых островов в Адриатическом море. Вторая часть названия епархии происходит от наименования острова Мркана, который находится около хорватского города Дубровник. Кафедральным собором епархии Требине-Мркана является церковь Рождества Пресвятой Девы Марии в городе Требине.

## История
Епархия Требине была образована в X веке. В 1061 году епархия вошла в состав митрополии Антивари. В конце XI века епархия Требине вошла в митрополию Рагузы (сегодня — Епархия Дубровника). В 1361 году кафедра епархии была перенесена из Требине на остров Мркана, где находился бенедиктинский монастырь святого Михаила Архангела. В 1391 году епархия стала называться как епархия Требине-Мркана. Это название было утверждено Римского папы Пием II 19 марта 1463 года и подтверждено Римским папой Сикстом IV 17 декабря 1482 года.
30 июня 1828 года Римский папа Лев XII издал буллу « Locum beati Petri», которой присоединил епархию Требине-Мркана к митрополии Задара.
30 сентября 1839 года Римский папа Григорий XVI издал буллу  "Apostolici muneris ", которой после длительного периода, когда кафедра епархии была вакантна с 1819 по 1839 год, передал управление епархией архиепископу Дубровника. Под управлением архиепископа дубровника епархия Требине-Мркана находилась до 1890 года, когда она была передана под управление епископу Мостар-Дувно.

## Ординарии епархии

### Епископы Требине
- неизвестный епископ (? — 23.05.1250);
- епископ Сальвий (1268 — 5.12.1276), назначен архиепископом Рагузы;
- епископ Николай O.F.M.[1] (упоминается в 1322 году);
- епископ Бонифаций (? — 6.02.1344), назначен епископом Шибеника;
- епископ Джованни де Мобили O.Cist. (20.06.1345 — ?);
- епископ Джованни де Рупелла O.Carm. (18.05.1349 — 13.05.1351), назначен архиепископом Потенцы;
- епископ Матиас Хохенмаут O.Cist. (31.07.1355 — ?);
- епископ Николаус фон Паден O.E.S.A. (29.10.1371 — ?);
- епископ Йоганнес.

### Епископы Требине-Мркана
- епископ Иаков 911.07.1391 — ?);
- епископ Йоаганнес Масдрах O.P. (17.12.1417 — ?);
- епископ Доменико да Рагуза O.P. (4.07.1425 — ?);
- епископ Микеле Натале (6.08.1436 — ?);
- епископ Бьяджо O.P. (20.10.1464 — ?);
- епископ Донато де Джорджи O.P. (17.12.1481 — ?);
- епископ Джорджио O.S.B. (19.07.1493 — 1513);
- епископ Агостино де Набе O.P. (6.03.1514 — ?);
- епископ Франческо Поццо O.P. (28.02.1528 — ?);
- епископ Томмазо Червино O.P. (16.11.1532 — 2.12.1541), назначен епископом Стона;
- епископ Джакомо Луккари O.F.M. (20.07.1563 — ?);
- епископ Симеоне Метис (3.10.1575 — ?);
- епископ Томмасо Надаль (25.10.1606 — ?);
- епископ Амроджио Гоццео (15.06.1609 — 23.03.1615), назначен епископом Стона;
- епископ Кристосомо Антики (2.12.1615 — ?);
- епископ Савино Флориан O.F.M. (16.09.1647 — декабрь 1661);
- епископ Сципионе де Мартинис (9.04.1663 — 31.12.1668);
- епископ Антонио Прими O.F.M. (15.07.1669 — 1702);
- епископ Антонио Риги 916.07.1703 — 12.02.1727);
- епископ Франческо Джироламо Бона (17.03.1727 — 18.07.1727), назначен архиепископом Карфагена;
- епископ Сигизмондо тудизи (2.09.1733 — июнь 1760);
- епископ Ансельмо Каттих O.F.M. (15.12.1760 — 24.01.1792);
- епископ Николай Феррих (26.03.1792 — 30.05.1819);
  - вакансия (1819—1839);
  - управление епископом Разугы (1839—1890);
  - управление епископом Мостара-Дувно.